# Boys Will Be Boys (film 1909)
Boys Will Be Boys è un cortometraggio muto del 1909. Il nome del regista non viene riportato nei credit del film.

## Trama
Due discoli si divertono a fare scherzi a tutti quelli che incontrano. Una delle loro vittime è il corteggiatore della sorella: gli incollano il cappello che così si attacca alla sua testa, con il risultato che si viene a scoprire che è calvo, perché quando si toglie il copricapo, gli viene via anche la parrucca.

## Produzione
Il film fu prodotto dalla Lubin Manufacturing Company.

## Distribuzione
Distribuito dalla Lubin Manufacturing Company, il film - un breve cortometraggio di 181 metri - uscì nelle sale cinematografiche statunitensi il 29 aprile 1909. Nelle proiezioni, veniva programmato con il sistema dello split reel, accorpato in un'unica bobina con un altro cortometraggio prodotto dalla Lubin, la comica The House of Terror.